# Classe ATC G
La classe ATC G, dénommée « Système génito-urinaire et hormones sexuelles », est un groupe anatomique de la classification anatomique, thérapeutique et chimique, développée par l'OMS pour classer les médicaments et autres produits médicaux. La classe ATC vétérinaire correspondante dans la classification ATCvet est QG. Le groupe présenté ici est celui établi par l'OMS, et peut donc différer des versions dérivées utilisées dans certains pays.

## G Système génito-urinaire et hormones sexuelles
G01 Anti-infectieux et antiseptiques à usage gynécologique
G02 Autres préparations à usage gynécologique
G03 Hormones sexuelles et modulateurs du système génital
G04 Urologie

## ATCvet
La liste des sous-groupes de la classe ATCvet QG correspondante présente quelques différences. Ainsi, il existe deux sous-groupes supplémentaires, QG51, dénommé « Anti-infectieux et antiseptiques à usage intra-utérin », et QG52, intitulé « Produits pour trayons et pis ».